# Бадюк Сергій Миколайович
Сергі́й Микола́йович Бадю́к (нар. 3 липня 1970, Гибалівка,Шаргородський район,Вінницька область, Україна) — телеведучий федерального каналу Росія-2, автор і режисер програм та документальних фільмів про єдиноборства.

## Біографія
Народився 3 липня 1970 року у селі Гибалівка, Шаргородського району Вінницької області. Батько працював міліціонером, матір — вчителькою. Знайомство зі спортом розпочалося у 15 років з книги «Атлетична гімнастика». Згодом зайнявся перекладом книг по карате з англійської мови та почав тренуватися під наглядом тренера Федоришина Юрія Михайловича. У 1988—1990 рр. проходив строкову службу у 8-й окремій бригаді спеціального призначення ГРУ.

### Освіта
- 1990—1995 Вища школа КДБ СРСР, м. Москва. Спеціальність — «Правознавство».
- 1997—1998 Фінансова Академія при уряді РФ, м. Москва. Спеціальність — «Фінансовий менеджмент».
- 2002—2004 University of Chicago, Executive MBA, EXP — 10 class[4].

### Кар'єра
- 1997—2000 Заступник начальника департаменту нафтохімії та нафтопереробки ВАТ «Нефтяна компанія Комітек».

- 2000—2001 Радник Голови Правління банка КБ «Андріївський».

- 2001—2002 Директор Департаменту внутрішнього контролю і аудиту ВАТ «Оренбургнафта», м. Оренбург.

- 2003—2004 Генеральний директор ТОВ "ВСЕВОЛОЖСЬКИЙ М'ЯСОКОМБІНАТ «ЕКОНОРД», м. Всеволожськ, Ленінградська область.

- 2005—2006 Віце-президент, Директор з розвитку бізнесу АКБ «ПромЗв'язокКапітал» (Сибірський Федеральний округ, м. Новосибірськ).

- 2007—2008 Генеральний директор ВАТ «Запсібгазпром»[4].

## Фільмографія
- 2007 — «Савва Морозов»
- 2009 — «Пурпурні хмари»
- 2009 — «Антикілер 3»
- 2009 — «2 дами в Амстердамі»
- 2009 — «Мустанг»
- 2010 — «Термінал»
- 2011 — «Побачення наосліп»
- 2012 — «Мами», (Операція «8 березня»)
- 2012 — «Кремінь»
- 2012 — «Соловей-Розбійник»
- 2012 — «Бригада: Спадкоємець»
- 2012 — «Забава»